# Fabrice Josso
Fabrice Josso (11 febbraio 1969) è un attore e doppiatore francese.

## Biografia
Fabrice Josso è nato l'11 febbraio 1969. È nipote dell'attrice Véronique Jannot.
Ha esordito come attore nel 1976 in un episodio della serie Au théâtre ce soir. La sua prima apparizione in un film cinematografico è del 1979 in Il mio socio, dove interpreta il ruolo del figlio di Michel Serrault.
Nel 1981 viene notato dal grande pubblico quando, all'età di dodici anni, interpretò il ruolo di Rémi nella miniserie televisiva Senza famiglia, a seguito della quale ha registrato il disco La Chanson de Rémi. L'anno successivo l'attore prestò anche la voce allo stesso personaggio nella versione francese della serie animata giapponese Remi - Le sue avventure. Doppià anche il personaggio di Télémaque nella serie animata Ulysse 31.
Nel 1986 recitò accanto a Serena Grandi nel film erotico L'iniziazione, diretto da Gianfranco Mingozzi. Tre anni dopo recitò nella serie televisiva Les compagnons de l'aventure tratta dalla serie di romanzi di Paul-Jacques Bonzon.
Nel 1990 recitò nel film fantascientifico Fuga dal paradiso di Ettore Pasculli e poi entrò nel cast della serie televisiva Le collège des coeurs brisés, trasmessa dal 1992 al 1995.
Fabrice Josso è anche molto attivo nel doppiaggio. È infatti la principale voce francese di Jensen Ackles e Billy Crudup. Nell'animazione, è stato anche scelto, nel 1988, per essere la voce del personaggio Thomas « Tom » Price (Genzō Wakabayashi nella versione originale) della serie Holly e Benji - Due fuoriclasse e venne nuovamente scelto nel 2018, vale a dire 30 anni dopo, per doppiarlo nella serie reboot Captain Tsubasa.

## Filmografia

### Cinema
- Il mio socio (L'associé), regia di René Gainville (1979)
- Queen Lear, regia di Mokhtar Chorfi (1982)
- À nous les garçons, regia di Michel Lang (1985)
- Declic dentro Florence (Le déclic), regia di Jean-Louis Richard e Steve Barnett (1985)
- L'iniziazione, regia di Gianfranco Mingozzi (1986)
- Les nouveaux tricheurs, regia di Michael Schock (1987)
- Corps z'a corps, regia di André Halimi (1988)
- Fuga dal paradiso, regia di Ettore Pasculli (1990)
- Les paroles invisibles, regia di Étienne Faure - cortometraggio (1992)
- Ilona arriva con la pioggia (Ilona llega con la lluvia), regia di Sergio Cabrera (1996)
- Watani, un monde sans mal, regia di Med Hondo (1998)
- Chicago Blues, regia di Sylvain Dardenne - cortometraggio (2006)
- Le village des ombres, regia di Fouad Benhammou (2010)

### Televisione
- Au théâtre ce soir – serie TV, 1 episodio (1976)
- François le Champi, regia di Lazare Iglesis – film TV (1976)
- Les folies Offenbach, regia di Michel Boisrond – miniserie TV, 1 episodio (1977)
- Les amours des années folles – serie TV, 1 episodio (1980)
- Senza famiglia (Sans famille), regia di Jacques Ertaud – miniserie TV (1981)
- La nuit du général Boulanger, regia di Hervé Bromberger – film TV (1982)
- Cinéma 16 – serie TV, 1 episodio (1984)
- Les Bargeot – serie TV (1985)
- La vie en panne – miniserie TV (1988)
- Bibliothèque verte – serie TV (1989)
- Les compagnons de l'aventure – serie TV, 3 episodi (1989)
- Paparoff – serie TV, 1 episodio (1990)
- Hélène e i suoi amici (Hélène et les garçons) – serie TV, 16 episodi (1994)
- Le collège des coeurs brisés – serie TV, 37 episodi (1992-1995)
- Direction générale de la VDM – serie TV, 5 episodi (2013)
- Le jour où tout a basculé – serie TV, 1 episodio (2013)
- Les mystères de l'amour – serie TV, 56 episodi (2014-2017)

## Doppiatore
- Ulysse 31 – serie TV, 20 episodi (1981-1982)
- Rahan - Fils des âges farouches – serie TV, 1 episodio (1987)
- Carnivale, regia di Deane Taylor (1999)
- Cartouche, prince des faubourgs – serie TV, 2 episodi (2001)
- Corto Maltese: Corte sconta detta arcana (Corto Maltese: La cour secrète des Arcanes), regia di Pascal Morelli (2002)
- Yakari – serie TV, 1 episodio (2005) Versione francese
- Skyland – serie TV, 2 episodi (2006) Versione francese
- Scott Pilgrim vs. the World, regia di Edgar Wright (2010)
- Mune - Il guardiano della luna (Mune, le gardien de la lune), regia di Alexandre Heboyan e Benoît Philippon (2014)
- Scott Pilgrim - La serie (Scott Pilgrim Takes Off) – serie TV, 6 episodi (2023)